# Misère
Pour les articles homonymes, voir misère (homonymie).
 (août 2016).
Si vous disposez d'ouvrages ou d'articles de référence ou si vous connaissez des sites web de qualité traitant du thème abordé ici, merci de compléter l'article en donnant les références utiles à sa vérifiabilité et en les liant à la section « Notes et références ».

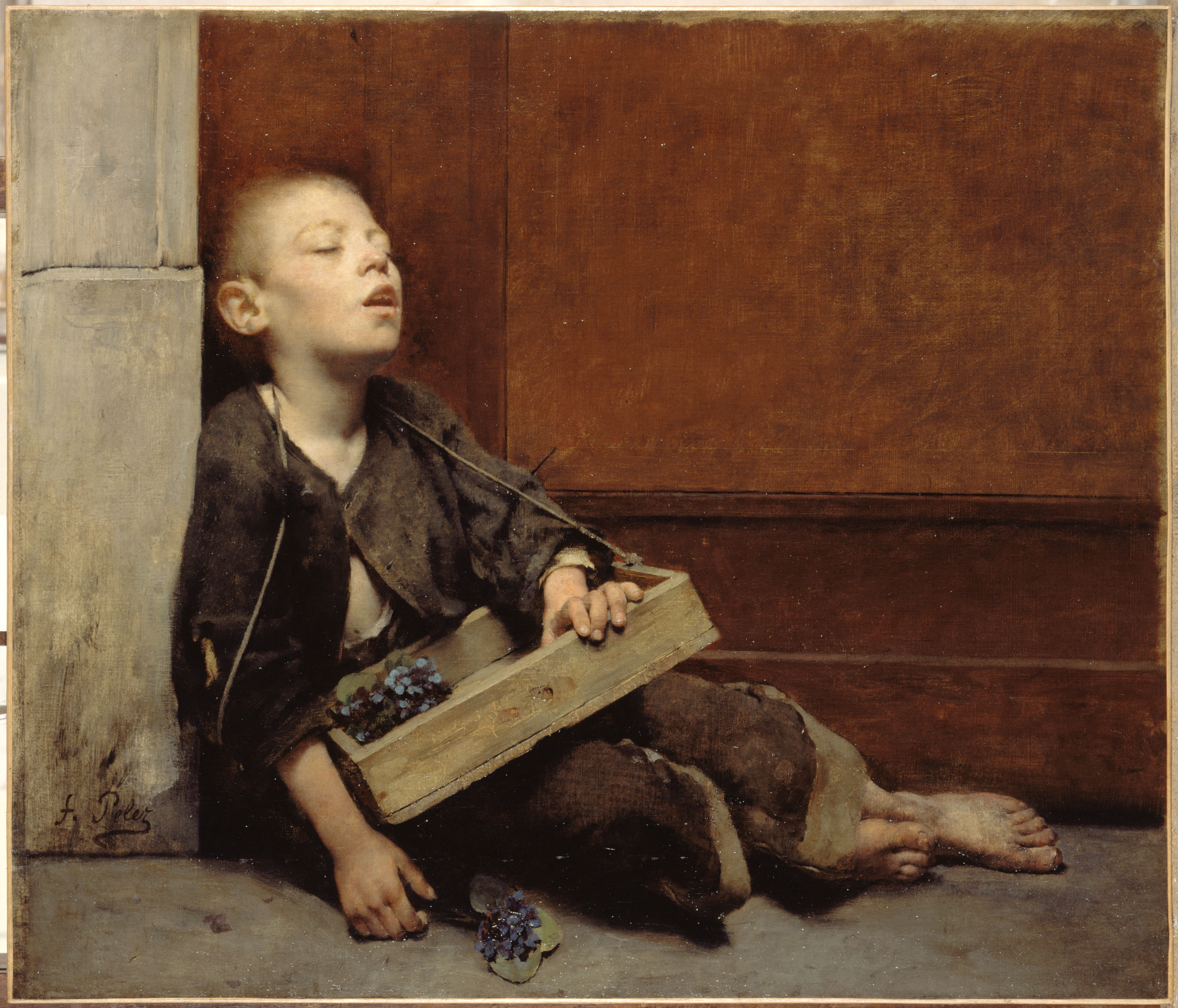
Illustration de la misère, Le Marchand de violettes par Fernand Pelez 1885.

Le terme misère a plusieurs significations qui se rejoignent pour traduire une situation de détresse : grand dénuement, malheur, souffrance, ennui, tristesse, injustice mais aussi petitesse (« un salaire de misère »).
Il est souvent utilisé pour décrire un état extrême de pauvreté mais a aussi une connotation péjorative, liée à un sentiment d'exclusion sociale.
Dans la Bible, le récit de Job est une réflexion sur le sens de la misère humaine. 

## Étymologie
Ce mot vient du latin miseria «malheur, adversité, souci, peine» dérivé de miser «misérable, malheureux».

## Misère contraire aux droits de l'homme
C'est ce que proclame le texte gravé sur le Parvis des droits de l'homme sur le parvis du palais du Trocadéro, à Paris : 

« Là où des hommes sont condamnés à vivre dans la misère, les droits de l'homme sont violés. S'unir pour les faire respecter est un devoir sacré. »

— Joseph Wresinski, 
(Extrait du texte figurant sur la dalle inaugurée le 17 octobre 1987)
En 1992 cette date du 17 octobre déclarée par un collectif journée mondiale du refus de la misère est officiellement reconnue par l'ONU.
On peut citer aussi le discours de Victor Hugo prononcé à l'Assemblée nationale le 9 juillet 1849 et intitulé "détruire la misère" : « Je ne suis pas, messieurs, de ceux qui croient qu'on peut supprimer la souffrance en ce monde ; la souffrance est une loi divine ; mais je suis de ceux qui pensent et qui affirment qu'on peut détruire la misère. »

## Statistiques
Selon la Banque Mondiale, la part de la population mondiale vivant dans la misère est tombée en 2015 sous le seuil de 10% contre 37,1% en 1990 et devrait atteindre 0% en 2030. Ces progrès sont dus à la mondialisation. L’aide internationale au développement serait au contraire contre productive « en soutenant des gouvernements corrompus et réduisant la croissance économique, en sabotant les activités locales et en perpétuant ainsi un cycle de dépendance ». 
Pour répondre à ces critiques il est important de refonder l'aide au développement. Cependant il est difficilement concevable que toutes les actions humanitaires engagées depuis des décennies n'aient pas contribué en partie à cette réduction de la pauvreté. L'impact de l'aide au développement sur la croissance des pays les plus pauvres ne serait pas négligeable et pourrait s'élever à un point de PIB.
Mais depuis 2014 on mesure la fragilité de ces progrès et les objectifs du millénaire s'éloignent un peu plus à cause d'une aggravation de l'extrême pauvreté depuis la pandémie de 2019. Le ralentissement de la croissance mondiale le changement climatique et les bouleversements politiques expliquent aussi ce coup d'arrêt d'une évolution positive.